# Bohumileč (Český Dub)
Bohumileč (německy Bohumilitz) je malá vesnice, část města Český Dub v okrese Liberec. Nachází se asi 2,5 kilometru jihozápadně od Českého Dubu. Prochází zde silnice II/277. Bohumileč leží v katastrálním území Libíč o výměře 3,59 km².

## Historie
První písemná zmínka o vesnici pochází z roku 1547.